# Bellflower (Missouri)
Bellflower é uma cidade localizada no estado americano de Missouri, no Condado de Montgomery.

## Demografia
Segundo o censo americano de 2000, a sua população era de 427 habitantes. 
Em 2006, foi estimada uma população de 410, um decréscimo de 17 (-4.0%).

## Geografia
De acordo com o United States Census Bureau tem uma área de 
1,4 km², dos quais 1,4 km² cobertos por terra e 0,0 km² cobertos por água.

## Localidades na vizinhança
O diagrama seguinte representa as localidades num raio de 16 km ao redor de Bellflower. 